# Ben Diskin
Benjamin Isaac Diskin también conocido como Ben Diskin (nacido el 25 de agosto de 1982) es un actor de voz, cine y televisión estadounidense.

## Carrera profesional
En 1991, Benjamin Diskin ganó el premio "Mejor reparto joven en una película" como artista joven por su papel de Sylvester en Kindergarten Cop.
En 1993, cuando Benjamin Diskin tenía 10 años, prestó la voz de Junior Healy en la serie animada de USA Network Problem Child. Más tarde pondría voz a personajes en animación, como Eugene en Hey Arnold!, Numbuh 1 y Numbuh 2 en Codename: Kids Next Door, Eddie Brock y Venom en The Spectacular Spider-Man, Hahn en Avatar: The Last Airbender, y Eddie J. Squirrel en Squirrel Boy.
En el anime, los papeles notables que interpretó incluyen a Arashi Fuuma y Sai en Naruto y Naruto: Shippuden respectivamente, Kai Miyagusuku y Katao en Blood+, Shoutmon y Cutemon en Digimon Fusion, Joseph Joestar en JoJo's Bizarre Adventure, Gurio Umino en el doblaje de Sailor de Viz Media. Moon, Char Aznable en Mobile Suit Gundam: The Origin, Death Gun en Sword Art Online, Ban en The Seven Deadly Sins, Satoru Fujinuma en Erased, Knuckle Baine en Hunter x Hunter y Jack en Beastars. Prestó su voz al personaje de Disney.¡Cosa en las versiones en inglés de Stitch! y Stitch & Ai, sustituyendo al creador del personaje y actor de voz original Chris Sanders. En 2018, prestó su voz a Haida en el doblaje en inglés de la serie original de Netflix Aggretsuko.
En los videojuegos, prestó su voz a Eric Sparrow en Tony Hawk's Underground, Young Xehanort de la serie Kingdom Hearts, Jared Miller en Halo 4, Mega Man en Mega Man 11, y tuvo dos papeles principales en Fire Emblem: Three Houses: Lorenz Hellman Gloucester y Caspar von Bergliez. En 2018 prestó su voz a Victor en la elección de Mr. Love Queen.
Diskin también ha aparecido como actor en The Wonder Years, Disney's Recess, Mr. Saturday Night, Baby Boom y Just Like Dad.
El 4 de mayo de 2019, Diskin ganó el premio Emmy diurno "Artista destacado en un programa animado preescolar" por su papel de Gonzo y Rizzo en Muppet Babies.
En julio de 2019, Diskin fue uno de los invitados de honor en la convención furry anual de Anthrocon en Pittsburgh.

## Filmografía

### Anime
| Year                           | Series                           | Role                                           | Notes                   | Source               |
| ------------------------------ | -------------------------------- | ---------------------------------------------- | ----------------------- | -------------------- |
| 2007–08                        | Blood+                           | Kai Miyagusuku                                 |                         | [ 8 ]                |
| 2008–15                        | Stitch!                          | Stitch / Experiment 626, Experiment 627, Cyber |                         |                      |
| 2010 de abril de 21–19         | Naruto Shippuden                 | Sai, others                                    |                         | [ 8 ] [ 9 ]          |
| 2011–13                        | Bleach                           | Abirama Redder, Szayel Aporro Granz            |                         | [ 8 ] [ 9 ]          |
| 2013 de septiembre de 7–15     | Digimon Fusion                   | Shoutmon / OmniShoutmon, Cutemon               |                         | [ 8 ] [ 9 ]          |
| 2014 de febrero de 25          | K                                | Misaki Yata                                    |                         | [ 10 ]               |
| 2014 de julio de 15–15         | Kill la Kill                     | Kaneo Takarada, Takaharu Fukuroda (Ep. 1)      |                         | [ 11 ] [ 12 ]        |
| 2014 de septiembre de 2        | Blood Lad                        | Wolf                                           |                         | [ 13 ] [ 14 ]        |
| 2014 de noviembre de 11–18     | Sailor Moon                      | Gurio Umino                                    | Viz Media dub           | [ 8 ] [ 9 ] [ 15 ]   |
| 2015                           | Sword Art Online II              | Death Gun, Ginrou                              |                         | [ 16 ] [ 17 ]        |
| 2015 de julio de 21            | Aldnoah.Zero                     | John Humeray                                   |                         | [ 18 ]               |
| 2015 de septiembre de 22       | JoJo's Bizarre Adventure         | Joseph Joestar                                 | Battle Tendency         | [ 19 ]               |
| 2015 de noviembre de 1–present | The Seven Deadly Sins            | Ban                                            |                         | [ 20 ]               |
| 2015 de noviembre de 7         | Mobile Suit Gundam: The Origin   | Char Aznable                                   |                         | [ 21 ]               |
| 2015 de noviembre de 20–17     | Sailor Moon Crystal              | Gurio Umino                                    |                         | [ 22 ]               |
| 2016 de julio de 16            | One-Punch Man                    | Super Custom YO649Z Mk. II, Ground Dragon      | Eps. 1–2                | [ 23 ] [ 24 ] [ 25 ] |
| 2016 de octubre de 18–17       | Erased                           | Satoru Fujinuma                                |                         | [ 26 ]               |
| 2017                           | Blue Exorcist                    | Kinzo Shima                                    |                         | [ 27 ]               |
| 2017                           | Little Witch Academia            | Frank, additional voices                       | 4 episodes              |                      |
| 2017                           | Glitter Force: Doki Doki         | Ira                                            |                         |                      |
| 2017                           | Mob Psycho 100                   | Miyagawa                                       |                         |                      |
| 2017 de septiembre de 26       | Occultic;Nine                    | Kouhei Izumi                                   |                         | [ 28 ]               |
| 2018 de marzo de 2             | B: the Beginning                 | Kamui                                          | Netflix ONA             | [ 29 ]               |
| 2018 de marzo de 3–19          | Hunter × Hunter                  | Knuckle Bine                                   | 2011 series             | [ 30 ]               |
| 2018 de abril de 20–present    | Aggretsuko                       | Haida                                          | Netflix ONA             | [ 31 ]               |
| 2018 de julio de 10            | Katsugeki/Touken Ranbu           | Mutsunokami Yoshiyuki                          |                         | [ 32 ]               |
| 2018–present                   | Boruto: Naruto Next Generations  | Sai Yamanaka, Urashiki Ōtsutsuki               |                         | [ 33 ] [ 34 ]        |
| 2018 de diciembre de 21        | Sirius the Jaeger                | Yevgraf                                        |                         |                      |
| 2019 de abril de 1             | Ultraman                         | Shiraishi, others                              | Netflix ONA             |                      |
| 2019 de junio de 21            | Neon Genesis Evangelion          | Kensuke Aida                                   | Netflix redub           | [ 35 ]               |
| 2019 de agosto de 27           | Cells at Work!                   | Pneumococcus                                   |                         |                      |
| 2019 de octubre de 12          | Demon Slayer: Kimetsu no Yaiba   | Demon in the temple                            |                         | [ 36 ]               |
| 2020 de febrero de 28          | Marvel Future Avengers           | The Leader, Ezekiel Stane                      |                         | [ 37 ] [ 38 ]        |
| 2020 de marzo de 13-present    | Beastars                         | Jack                                           | Netflix English dub     | [ 39 ]               |
| 2020 de junio de 30            | BNA: Brand New Animal            | Shirou Ogami                                   | Netflix English dub     |                      |
| 2020                           | Dorohedoro                       | Gyoza Fairy                                    |                         |                      |
| 2020 de mayo de 14             | The 8th Son? Are You Kidding Me? | Wendelin                                       | Crunchyroll English dub | [ 40 ]               |
| 2020 de junio de 5             | Beyblade Burst Rise              | Arthur Peregrine                               |                         |                      |
| 2021                           | High-Rise Invasion               | Great Angel                                    | Netflix English dub     |                      |
| 2021 de enero de 15            | Kuroko's Basketball              | Daiki Aomine                                   | Netflix English dub     |                      |
| 2021 de marzo de 4-present     | Pacific Rim: The Black           | Kaiju Boy                                      | Netflix ONA             |                      |
| 2021 de junio de 17-present    | Record of Ragnarok               | Shiva                                          | Netflix English dub     |                      |
| 2021–present                   | My Hero Academia                 | Tomoyasu Chikazoku/Skeptic                     | Funimation dub          | [ 41 ]               |
| 2022                           | Interstellar Ranger Commence     | TBA                                            | Browntable Animation    |                      |

### Animación
| Año                         | Serie                                          | Personaje                                                                                     | Observaciones                        | Source        |
| --------------------------- | ---------------------------------------------- | --------------------------------------------------------------------------------------------- | ------------------------------------ | ------------- |
| 1993–94                     | Problem Child                                  | Junior Healy                                                                                  |                                      | [ 5 ]         |
| 1997–2002                   | Hey Arnold!                                    | Eugene Horowitz                                                                               | Temporadas 2–4                       | [ 8 ] [ 9 ]   |
| 2002–08                     | Codename: Kids Next Door                       | Numbuh 1, Numbuh 2, otros                                                                     |                                      | [ 8 ] [ 9 ]   |
| 2007                        | The Grim Adventures of Billy & Mandy           | Numbuh 1, Numbuh 2                                                                            | Ep. "The Grim Adventures of the KND" | [ 8 ] [ 9 ]   |
| 2008–09                     | The Spectacular Spider-Man                     | Eddie Brock / Venom                                                                           |                                      | [ 9 ]         |
| 2011                        | Mad                                            | Big Bird, Guardian, Mongolian                                                                 |                                      | [ 42 ]        |
| 2011–19                     | Young Justice                                  | Harm, Orion, M'Comm M'orzz / Ma'alefa'ak                                                      |                                      |               |
| 2012 de abril de 12         | Huntik: Secrets & Seekers                      | Harrison Fears                                                                                |                                      |               |
| 2012-14                     | Star Wars: The Clone Wars                      | Various Voices                                                                                |                                      |               |
| 2013 de agosto de 11–15     | Hulk and the Agents of S.M.A.S.H.              | Skaar, Bulldozer, Fandral, Miek, Druffs                                                       |                                      | [ 9 ]         |
| 2015 de enero de 19         | Star Wars Rebels                               | TIE Pilot #1                                                                                  | Ep. "Idiot's Array"                  | [ 43 ]        |
| 2015 de marzo de 12–16      | Ultimate Spider-Man                            | Spider-Ham, Michael Morbius / Living Vampire, Skaar, Blood Spider                             |                                      | [ 44 ] [ 45 ] |
| 2015 de octubre de 22–17    | Be Cool, Scooby-Doo!                           | Elton Ploy, Príncipe Shlemielius                                                              |                                      |               |
| 2015 de octubre de 30–16    | Popples                                        | Mike Mine                                                                                     |                                      | [ 46 ]        |
| 2015 de noviembre de 13–16  | Regular Show                                   | Steffen, Aiden, Milton                                                                        |                                      | [ 47 ]        |
| 2015 de noviembre de 15     | Lego Marvel Super Heroes: Avengers Reassembled | Spider-Man                                                                                    | T Especial televisivo                | [ 48 ]        |
| 2015 de diciembre de 6–2020 | Miraculous: Tales of Ladybug & Cat Noir        | Nino Lahiffe / Carapace (Seasons 1-3), Max Kanté (Seasons 1-3), Nooroo, Sass, XY, Butler Jean | 3 seasons                            | [ 49 ] [ 50 ] |
| 2017                        | Stitch & Ai                                    | Stitch / Experiment 626                                                                       |                                      | [ 51 ]        |
| 2017 de septiembre de 28-19 | Spider-Man                                     | Flash Thompson, Spencer Smythe / Ultimate Spider-Slayer, Venom / V-252, Burglar               |                                      |               |
| 2017 de septiembre de 28    | Bunnicula                                      | Russell                                                                                       | Ep. "Brussel Boy"                    | [ 52 ]        |
| 2017 de junio de 30         | Danger & Eggs                                  | Tappy                                                                                         | Ep. "Trading Post"                   | [ 53 ]        |
| 2018 de marzo de 23–present | Muppet Babies                                  | Gonzo, Rizzo the Rat                                                                          |                                      | [ 54 ]        |
| 2018 de mayo de 11–19       | The Adventures of Rocky and Bullwinkle         | Boris Badenov, others                                                                         |                                      | [ 55 ]        |
| 2020 de septiembre de 30    | ZooPhobia                                      | Rusty                                                                                         | Ep. "Bad Luck Jack"; web short       | Tuit          |
| 2021                        | Star Wars: The Bad Batch                       | AZI-3                                                                                         | Ep. "Aftermath"                      |               |

### Películas
| Año                                                        | Título                                                | Personaje             | Observaciones | Source               |
| ---------------------------------------------------------- | ----------------------------------------------------- | --------------------- | ------------- | -------------------- |
| 2012 de octubre de 23                                      | Secret of the Wings                                   | Slush                 |               |                      |
| 2012 de diciembre de 4                                     | Bleach: Hell Verse                                    | Shuren                |               | [ 8 ]                |
| 2013 de agosto de 2                                        | Top Cat: The Movie                                    | Spook                 |               |                      |
| 2013 de octubre de 8                                       | Alpha and Omega 2: A Howl-iday Adventure              | Humphrey              |               |                      |
| 2014 de marzo de 4                                         | Alpha and Omega 3: The Great Wolf Games               | Humphrey              |               |                      |
| 2014 de junio de 7                                         | Team Hot Wheels: The Origin of Awesome!               | Brandon, Sandwich Guy |               |                      |
| 2014 de septiembre de 23                                   | Alpha and Omega 4: The Legend of the Saw-Toothed Cave | Humphrey              |               |                      |
| 2015 de agosto de 4                                        | Alpha and Omega 5: Family Vacation                    | Humphrey              |               |                      |
| 2015 de octubre de 6                                       | The Last: Naruto the Movie                            | Sai                   |               |                      |
| Expresión errónea: carácter de puntuación «{» desconocido. | Kingsglaive: Final Fantasy XV                         | Pelna Khara           |               |                      |
| 2017 de enero de 13                                        | Sailor Moon R: The Movie                              | Fiore                 | Viz Media dub | [ 57 ] [ 58 ] [ 59 ] |
| 2017 de marzo de 14                                        | K: Missing Kings                                      | Misaki Yata           |               | [ 60 ]               |
| 2018 de diciembre de 31                                    | The Seven Deadly Sins the Movie: Prisoners of the Sky | Ban                   |               |                      |
| 2019                                                       | Evangelion Death (True)2                              | Kensuke Aida          | Netflix redub | [ 35 ]               |
| 2019                                                       | Millennium Actress                                    | Kyoji Ida             | 2019 redub    |                      |

### Live-action
| Year                                                       | Title                      | Role            | Notes | Source |
| ---------------------------------------------------------- | -------------------------- | --------------- | ----- | ------ |
| 1987                                                       | Baby Boom                  | Ben             |       |        |
| 1990 de enero de 3                                         | Kindergarten Cop           | Sylvester       |       | [ 61 ] |
| 1992                                                       | Out on a Limb              | Henry           |       |        |
| 1992                                                       | Mr. Saturday Night         | Stan (age 9)    |       |        |
| 1993                                                       | The Pickle                 | Little Boy 1945 |       |        |
| Expresión errónea: carácter de puntuación «{» desconocido. | Just Like Dad              | Charlie Spiegel |       |        |
| 2005                                                       | The Night Before Christmas | Lee Powell      |       |        |

| Year    | Series                     | Role                | Notes                                 | Source |
| ------- | -------------------------- | ------------------- | ------------------------------------- | ------ |
| 1989    | The Wonder Years           | Young Paul Pfieffer | Episode: "Birthday Boy"               |        |
| 1990    | Get a Life                 | Danny               | Episode: "Pile of Death"              |        |
| 1997    | Chicago Hope               | Young Aaron         | Episode: "Brain Salad Surgery"        |        |
| 1997    | Suddenly Susan             | Willie              | Episode: "Susan's Minor Complication" |        |
| 2000    | The Amanda Show            | Joey                | Episode 13                            |        |
| 2001    | 100 Deeds for Eddie McDowd | Marvin              | Episode: "Personal Trainer"           |        |
| 2004    | Drake & Josh               | Student             | Episode: "Mean Teacher"               |        |
| 2008    | Zoey 101                   | Colin (voice only)  | Episode: "Trading Places"             |        |
| 2017–20 | Legends of Tomorrow        | Beebo (voice)       | 3 episodes                            | [ 62 ] |
| 2018    | The Flash                  | Beebo (voice)       | Episode: "The Elongated Knight Rises" | [ 62 ] |

### Videojuegos
| Año                                                        | Título                                                   | Personaje                                                  | Observaciones                                                                     | Source        |
| ---------------------------------------------------------- | -------------------------------------------------------- | ---------------------------------------------------------- | --------------------------------------------------------------------------------- | ------------- |
| 2003                                                       | Tony Hawk's Underground                                  | Eric Sparrow                                               | Credited as Voice Actors                                                          | [ 63 ]        |
| 2003 de noviembre de 11                                    | Ratchet & Clank: Going Commando                          | Stewart Zurgo                                              |                                                                                   |               |
| 2004                                                       | Tony Hawk's Underground 2                                | Eric Sparrow y Paulie                                      | Credited as V.O. Actors                                                           | [ 63 ]        |
| 2004                                                       | The Bard's Tale                                          |                                                            | Acreditado como Ben Diskin                                                        | [ 64 ]        |
| 2005                                                       | Codename: Kids Next Door – Operation: V.I.D.E.O.G.A.M.E. | Numbuh 1, Numbuh 2, Delightful Children From Down The Lane |                                                                                   | [ 65 ]        |
| 2006                                                       | Call of Duty 3                                           | Soldado Leroy Huxley                                       |                                                                                   | [ 66 ]        |
| 2006                                                       | Tony Hawk's Project 8                                    |                                                            |                                                                                   | [ 67 ]        |
| 2007 de enero de 30                                        | Rogue Galaxy                                             | Jupis Tooki McGanel                                        |                                                                                   |               |
| 2009                                                       | Cartoon Network Universe: FusionFall                     |                                                            |                                                                                   | [ 68 ]        |
| 2011 de julio de 15                                        | Captain America: Super Soldier                           | Allied Forces                                              |                                                                                   |               |
| 2011 de octubre de 18                                      | Naruto Shippuden: Ultimate Ninja Impact                  | Sai                                                        |                                                                                   |               |
| 2011 de noviembre de 15                                    | Cartoon Network: Punch Time Explosion XL                 | Numbuh 1, Numbuh 2                                         |                                                                                   |               |
| 2012 de marzo de 13                                        | Naruto Shippuden: Ultimate Ninja Storm Generations       | Sai                                                        |                                                                                   |               |
| 2012 de septiembre de 20                                   | Kingdom Hearts 3D: Dream Drop Distance                   | Young Xehanort                                             |                                                                                   | [ 8 ] [ 9 ]   |
| 2012 de noviembre de 6                                     | Halo 4                                                   | Jared Miller                                               |                                                                                   | [ 9 ]         |
| 2013 de marzo de 5                                         | Naruto Shippuden: Ultimate Ninja Storm 3                 | Sai                                                        |                                                                                   |               |
| 2013 de junio de 4                                         | Marvel Heroes                                            | Rhino                                                      |                                                                                   |               |
| 2014 de junio de 3                                         | WildStar                                                 | Aurin Male                                                 |                                                                                   | [ 69 ]        |
| 2014 de noviembre de 11                                    | Sonic Boom: Rise of Lyric                                | Q-N-C                                                      |                                                                                   | Tuit          |
| 2014 de noviembre de 11                                    | Digimon All-Star Rumble                                  | Shoutmon, Gallantmon                                       |                                                                                   |               |
| 2014 de diciembre de 2                                     | Kingdom Hearts HD 2.5 Remix                              | Young Xehanort                                             |                                                                                   | [ 8 ]         |
| 2015 de junio de 2                                         | Lord of Magna: Maiden Heaven                             | Gewalt                                                     |                                                                                   | [ 71 ]        |
| 2015 de octubre de 20                                      | Tales of Zestiria                                        | Atakk, Wardell, Amethor                                    |                                                                                   | Tuit          |
| 2015 de diciembre de 4                                     | Xenoblade Chronicles X                                   | Male Cross (Joker)                                         |                                                                                   | [ 73 ] [ 74 ] |
| 2015 de diciembre de 22–2019                               | The Legend of Heroes: Trails of Cold Steel               | Jusis Albarea                                              | Also Trails of Cold Steel 2 and Trails of Cold Steel 3 and Trails of Cold Steel 4 | [ 75 ] [ 76 ] |
| Expresión errónea: carácter de puntuación «{» desconocido. | Tales of Berseria                                        | Rokurou Rangetsu                                           |                                                                                   | Tuit          |
| 2017 de febrero de 2                                       | Fire Emblem Heroes                                       | Jakob, Matthew, Saizo, Lorenz, Caspar                      |                                                                                   | [ 78 ]        |
| 2017 de marzo de 7                                         | Nier: Automata                                           | Voces adicionales                                          |                                                                                   | [ 79 ]        |
| 2017 de abril de 25                                        | Puyo Puyo Tetris                                         | Lemres, Sig                                                | No acreditado                                                                     | Tuit          |
| 2017 de enero de 31                                        | Digimon World: Next Order                                | Shoutmon                                                   |                                                                                   | Tuit          |
| 2017 de septiembre de 19                                   | Marvel vs. Capcom: Infinite                              | Nova                                                       |                                                                                   |               |
| 2018 de agosto de 6                                        | BlazBlue: Cross Tag Battle                               | Merkava                                                    |                                                                                   | Tuit          |
| 2018                                                       | Radiant Historia: Perfect Chronology                     | Marco                                                      |                                                                                   | [ 84 ]        |
| 2018                                                       | Octopath Traveler                                        | Voces adicionales                                          |                                                                                   | [ 85 ]        |
| 2018                                                       | Mega Man 11                                              | Mega Man                                                   |                                                                                   |               |
| 2018 de octubre de 19                                      | Soulcalibur VI                                           | Voces adicionales                                          |                                                                                   | [ 86 ]        |
| 2018-2019                                                  | The Elder Scrolls Online                                 | Augur of the Obscure, Jee-Lar, Za'ji, voces adicionales    |                                                                                   | [ 87 ]        |
| 2019 de enero de 29                                        | Kingdom Hearts III                                       | Young Xehanort                                             |                                                                                   | [ 88 ]        |
| 2019                                                       | Sekiro: Shadows Die Twice                                | Fujioka the Info Breaker                                   | English Voice actor                                                               |               |
| 2019 de junio de 18                                        | Bloodstained: Ritual of the Night                        | Johannes, Bathin                                           |                                                                                   | [ 89 ]        |
| 2019                                                       | Fire Emblem: Three Houses                                | Lorenz, Caspar                                             |                                                                                   | [ 90 ] [ 91 ] |
| 2019                                                       | Mr Love: Queen's Choice                                  | Victor                                                     | Credited as English Voice                                                         | [ 92 ]        |
| 2019 de octubre de 7                                       | Digimon ReArise                                          | Dorumon                                                    | Mobile Game                                                                       | [ 93 ]        |
| 2019                                                       | Indivisible                                              | Dhar                                                       |                                                                                   | [ 94 ]        |
| 2019                                                       | 13 Sentinels: Aegis Rim                                  | Kyuta Shiba                                                | English Voice actor                                                               | [ 95 ]        |
| 2020                                                       | Persona 5 Strikers                                       | Voces adicionales                                          |                                                                                   | [ 96 ]        |
| 2020                                                       | The Legend of Heroes: Trails of Cold Steel IV            | Jusis Albarea, Conde Egret                                 |                                                                                   | [ 97 ]        |